# Sédentarisation au Proche-Orient
Pour un article plus général, voir Néolithique du Proche-Orient.
La sédentarisation au Proche-Orient est un processus entamé durant l'Épipaléolithique (v. 23000-10000 av. J.-C.) et conclu au début du Néolithique (Néolithique précéramique A, v. 10000-9000 av. J.-C.). Il marque le passage entre un mode de vie mobile, nomade, à un mode de vie sédentaire, les groupes humains s'installant en un même lieu sur une plus longue durée, puis de manière permanente, constituant les premiers villages connus de l'histoire humaine. Il s'agit d'une évolution majeure pour les sociétés de la région, généralement classée parmi les grands changements accompagnant le processus de néolithisation. Au Proche-Orient la sédentarisation précède la domestication de plantes et des animaux.
Le développement des sociétés villageoises et agricoles se poursuit durant les phases postérieures du Néolithique, d'abord le Néolithique précéramique B (v. 9000-7000/6400 av. J.-C.), puis les différentes cultures du Néolithique céramique (v. 7000/6400-5300/4500 av. J.-C.). Les communautés humaines ont alors élaboré différentes traditions architecturales, des pratiques de construction, une différenciation des espaces, avec l'apparition de bâtiments communautaires à finalité rituelle ou pratique, et mis au point une maison qui n'est plus un simple lieu de résidence mais un véritable foyer reflétant l'identité du groupe familial qui l'occupe. Parallèlement se développe un mode de vie nomade, complémentaire avec le mode de vie sédentaire, pratiqué par des éleveurs, qui est donc une conséquence de la néolithisation et pas une poursuite du nomadisme paléolithique.

## Repères chronologiques
|                                    | Avant J.-C. Cal. | Avant le présent Cal. |
| Natoufien ancien                   | 12780-11180      | 14730-13130           |
| Natoufien récent                   | 11180-10040      | 13130-11990           |
| Néolithique précéramique A         | 10040-8940       | 11990-10890           |
| Néolithique précéramique B ancien  | 8940-8460        | 10890-10410           |
| Néolithique précéramique B moyen   | 8460-7560        | 10410-9510            |
| Néolithique précéramique B récent  | 7560-6940        | 9510-8890             |
| Néolithique précéramique B final/C | 6940-6400        | 8890-8350             |
| Néolithique tardif                 | 6400-5480        | 8350-7430             |

## La sédentarité et ses origines

### Définitions
« La sédentarité, qui suppose un habitat permanent, s'oppose sur ce point à la mobilité, qui suppose un habitat temporaire ou saisonnier. Acquis dès le Natoufien, ce caractère différencie le Proche Orient des régions environnantes, et se traduit par la présence de villages, centres de territoires pouvant comprendre aussi des habitats temporaires (campements) » (O. Aurenche et S. Kozlowski).
Le mode de vie mobile est le seul connu des sociétés de chasseurs-cueilleurs du Proche-Orient avant la fin de l'Épipaléolithique. Les stratégies territoriales de ces groupes mobiles (ou « bandes ») de chasseurs-cueilleurs passent en général par l'occupation d'un campement de base, suivant un principe saisonnier, auquel sont associés des campements secondaires, qui servent de haltes de chasse ou de cueillette. On repère la fin de cette mobilité et le début de la sédentarité sur les sites archéologiques suivant plusieurs critères qui doivent se combiner, aucun n'étant déterminant s'il est pris isolément : architecture permanente avec reconstructions, silos, mobilier lourd, objets en pierre polie ; accumulation de restes matériels ; étude des saisons d'abattage des animaux consommés, qui doivent couvrir toute l'année ; présence de cimetières à proximité ; aussi la présence d'animaux commensaux des hommes (souris domestique, moineau) attirés par les restes alimentaires laissés par les hommes. La question étant de savoir s'il convient de parler de sédentarité quand une communauté vit sans discontinuité sur un site, ou s'il suffit que la majeure partie du groupe réside au même endroit sur une base annuelle alors que le reste continue d'être mobile de façon saisonnière. En effet durant ces périodes les limites entre mobilité et sédentarité sont poreuses et subsistent longtemps des groupes humains chez qui les deux coexistent,,.

### Premiers développements
Le début de la sédentarité est généralement situé au Natoufien ancien, vers 12500 av. J.-C., quand apparaissent les premiers villages, ou plutôt hameaux, dans le sud du Levant. Pour la période antérieure, le site le mieux connu, Ohalo II (v. 21000 av. J.-C.), n'est pas considéré comme sédentaire même s'il présente des biens des traits le rapprochant des sites natoufiens et qu'il a pu être occupé sur une base annuelle pendant plusieurs années comme l'attestent les différents niveaux de construction de ses huttes, ce qui suppose au moins plusieurs retours sur le site,.
À tout le moins ce qui s'observe au Natoufien ancien est une forte réduction de la mobilité, car le mode de vie sédentaire met du temps à s'imposer. On estime généralement qu'au cours de cette période certains campements de base cessent d'être délaissés une partie de l'année et deviennent donc permanents, car ils réunissent les critères permettant de les qualifier de sédentaires. Les plus grands de ces camps de base pérennes (Mallaha, Hayonim, Wadi Hammeh 27) mesurent environ 1 000 m2 et regroupent quelques dizaines de personnes. Mais le principe des campements satellites, occupés de façon temporaire par une partie du groupe, subsiste (grotte de Shuqba). Cette période a donc pu être caractérisée comme « semi-sédentaire »,.
T. Hardy-Smith et P. C. Edwards ont mis en doute l'existence d'un mode de vie et de sites véritablement sédentaires au Natoufien ancien, à partir de l'étude du site de Wadi Hammeh 27, notamment de l'absence de traces de pratiques permettant d'assurer l'hygiène et l'assainissement des maisons sur le long terme comme on s'attendrait à en trouver dans un mode de vie sédentaire. Selon eux il serait préférable d'envisager les plus grands sites comme des camps de base principaux, occupés à long terme mais avec des phases d'abandon saisonnières. B. Boyd propose quant à lui de nuancer et reconsidérer l'emploi du concept de sédentarité, transposé au Natoufien ancien à partir du modèle fourni par les périodes postérieures et qui sert de référence parce que c'est le mode de vie qui va triompher plus tard au Néolithique (biais sémantique qui se traduit aussi dans le fait qu'on préfère parler de société « semi-sédentaire » plutôt que « semi-mobile »), puisqu'au Natoufien récent on observe une phase de « retour de la mobilité ».

### Explications
Il a longtemps été postulé que la sédentarisation était une conséquence de la domestication des plantes et des animaux : afin de mieux contrôler et sécuriser leurs plantations et leur cheptel, les bandes mobiles se seraient établies en permanence au même endroit. Les découvertes effectuées sur les sites du Natoufien à compter des années 1950 ont bouleversé cette perspective : au Levant, la sédentarisation précédait la domestication de plusieurs millénaires et concerne des sociétés de chasseurs-cueilleurs. On pouvait donc être sédentaire sans être « néolithique ». Cela a impliqué de repenser les causes et modalités du processus de sédentarisation. Ce renversement de perspective a aussi supposé de l'intégrer parmi les causes potentielles des domestications, ou du moins de le prendre en compte pour analyser celles-ci, et c'est pour cette raison que la question des débuts de la sédentarité est récurrente dans les études du Néolithique proche-oriental, même si elle ne concerne pas la néolithisation à proprement parler.
Actuellement les explications des débuts de sédentarisation partent plutôt des conditions climatiques : l'épisode d'adoucissement et d'humidité plus forte Bölling-Alleröd qui coïnciderait avec le Natoufien ancien permet aux communautés de chasseurs-cueilleurs de disposer de nombreuses ressources annuellement en restant au même endroit, organisant des expéditions de collecte sur un espace limité, en associant plusieurs milieux écologiques (fonds de vallées, collines boisées, montagnes, steppes, etc.). Mais les changements dans les pratiques de subsistance ont pu jouer. Ainsi la présence de groupes plus nombreux durant l'Épipaléolithique permet une évolution de la collecte, plus de personnes étant disponibles pour se consacrer de plus en plus à la collecte de ressources telles que les céréales et le petit gibier. Elles seraient jugées au départ secondaires car elles demandent plus de temps et sont moins nourrissantes prises individuellement que d'autres (comme le gros gibier). Cependant elles compensent cela en étant plus faciles à stocker et en se renouvelant rapidement, ce qui permet de rester plus longtemps dans un même lieu en se reposant plus sur elles, ce qui prépare donc l'adoption de la sédentarité.
Plus largement, en dehors du seul contexte proche-oriental, les études sur la sédentarisation ont proposé des explications reposant sur l'environnement, la démographie, la technologie et aussi des aspects sociaux et politiques. Il a pu être proposé que la sédentarité soit adoptée sous la contrainte, parce que l'environnement évolue de manière à réduire les ressources, et que les sociétés doivent consacrer plus de temps à la collecte et à la transformation des aliments, ce qui réduirait leur mobilité. Mais les autres explications partent plutôt d'une situation opposée, celle d'une abondance de ressources facilitant l'implantation permanente dans un même territoire.  C'est effectivement cette situation qui est observée chez les chasseurs-cueilleurs sédentaires (Natoufien ancien, aussi Jomon au Japon et groupes du nord-ouest américain côtier), qui vivent dans des milieux où les ressources sont difficilement épuisables. Des aspects techniques sont également pris en considération : il est plus facile de développer et d'entretenir des outils complexes (notamment des grands systèmes de pièges) en étant sédentaire. La sédentarité facilite de plus le stockage des aliments, en particulier les céréales, et aussi leur transformation, puisque le mobilier de mouture et de broyage est généralement lourd et donc difficile à transporter. Elle peut aussi être liée à des considérations sur les droits de propriétés des ressources non-épuisables, plus faciles à défendre en étant sédentaire (ce qui inciterait par ailleurs d'autres groupes voisins à imiter la démarche ailleurs). Il est parfois envisagé que des chefs aient cherché à contraindre leur groupe à abandonner la mobilité afin de mieux les contrôler, ce qui constituerait une démarche décisive vers la sédentarité. Quoi qu'il en soit, la sédentarité favorisant la croissance démographique par rapport à la mobilité, une fois que ce mode de vie est adopté il a tendance à se renforcer,.

## Le développement des villages

### Le triomphe de la sédentarité

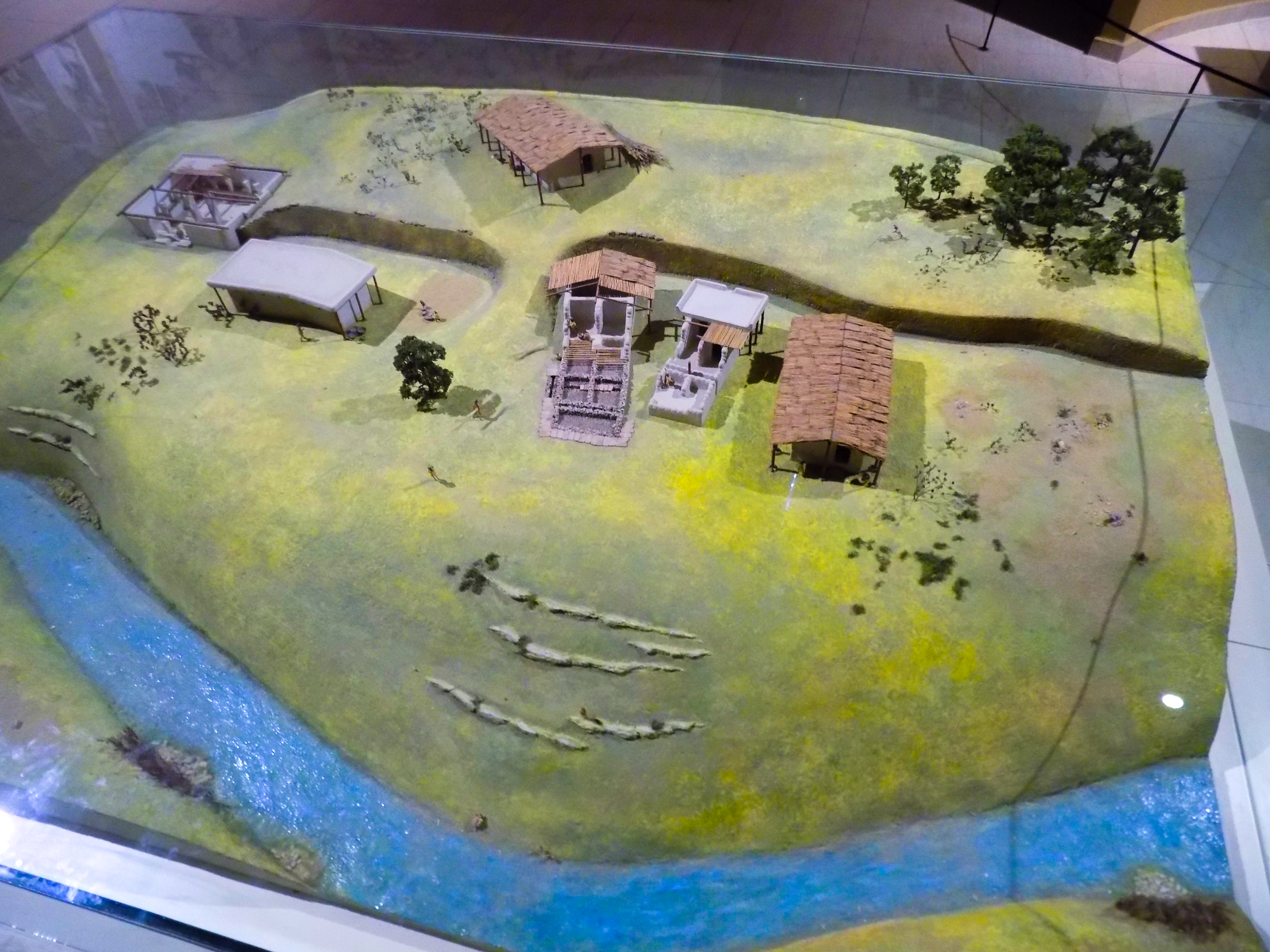
Maquette du site de Nevalı Çori au musée archéologique de Şanlıurfa.

Le phénomène de sédentarisation n'est alors pas complété ni irréversible puisque le Natoufien récent voit un retour à un mode de vie plus mobile au sud du Levant, même si dans la région du Moyen-Euphrate le mode de vie sédentaire semble gagner du terrain avec le développement de villages plus vastes que ceux du Natoufien ancien (Mureybet, Abu Hureyra),.
La sédentarité s'impose progressivement et définitivement au début du Néolithique dans la continuité des pratiques du Natoufien (Tell es-Sultan, Netiv Hagdud, Mureybet, Jerf el Ahmar, Körtik Tepe, etc.). Les sites les plus importants du PPNA (v. 10000-9000 av. J.-C.) font entre 1,5 et 2,5 hectares (les estimations restent vagues car les sites ne sont pas fouillés en entier et leurs limites sont rarement évidentes), soit cinq à dix fois plus que les villages du Natoufien. Au sud du Levant ils sont de préférence dans les zones basses, comme la vallée du Jourdain. Au nord du Levant leur essor est marqué, en particulier dans la vallée de l'Euphrate où se repèrent des villages séparés d'environ 20–25 kilomètres.
Cette tendance se confirme au PPNB (v. 9000-7000/6400 av. J.-C.) : le début de cette période est mal connu au sud du Levant, mais par la suite les villages du « corridor » comprenant la vallée du Jourdain se développent jusqu'à devenir parfois des « mégasites » dépassant la dizaine d'hectares (comme Ain Ghazal, Basta), entourés de sites de plus petite taille (1-3 hectares), avec lesquels ils semblent interagir pour former un réseau hiérarchisé d'agglomérations agricoles. Dans le Levant nord l'Euphrate et ses affluents (Balikh) servent encore de colonne vertébrale au réseau d'agglomérations (Mureybet, Abu Hureyra, Haloula, Dja'de el Mughara (en), etc.), qui comprend aussi quelques grands sites. Cette période voit aussi l'apparition de sites spécialisés dans les rituels ou bien servant de nécropoles (Nahal Hemar (he), Kfar-Hahoresh, Göbekli Tepe),,.
En dehors du Levant l'organisation du peuplement du Néolithique précéramique est moins bien connue faute de recherches sur le sujet, mais semble se faire sur des principes similaires. Ainsi en Anatolie du sud-est on constate que les localisations des sites sont très variées, mais les informations manquent pour émettre des hypothèses sur les évolutions. Les principaux sites d'habitat connus pour la période sont Gürcütepe, Cafer Höyük, Çayönü, Gritille Höyük, Nevalı Çori, Akarçay Tepe, Aşıklı Höyük.
Dans le Zagros, la partie centrale semble la première à connaître des villages sédentaires vers 8500-7500 (Ganj Dareh, Tepe Guran (fa), Tepe Abdul Hosein), de petits sites de fond de vallée autour desquels rayonnent des communautés très mobiles, et ce n'est que dans la seconde moitié du VIIIe millénaire av. J.-C. que l'on constate un développement du peuplement sédentaire dans l'Iran occidental, en particulier dans le sud-ouest au Khuzistan,.
Dans la plaine alluviale mésopotamienne, les plus anciens sites sont enfouis sous des sédiments charriés par les fleuves et de ce fait inaccessibles, aussi il est impossible de dire quelle était la nature du peuplement durant le Néolithique précéramique ; les quelques sites qui ont été identifiés au nord n'étaient sans doute pas isolés à l'époque.
Sans doute les premiers villages ont une durée de vie limitée, et peu d'entre eux semblent occupés continuellement pendant plusieurs siècles. Le mode de vie sédentaire n'empêche du reste pas l'existence de phases de reflux, et c'est ce qui se passe sur une plus grande échelle à la fin du PPNB, période durant laquelle on constate l'abandon de nombreux sites dans certaines parties du Levant et l'Anatolie, tandis que d'autres espaces ne connaissent pas un tel phénomène.

### Les nomadismes néolithiques
Le PPNB voit donc un essor des villages agricoles, mais les modes de vie mobiles ne sont pour autant pas absents. En effet, la diffusion du mode de vie néolithique ne se traduit pas systématiquement par la sédentarité. D'abord parce qu'aux villages sont partout associés des petits sites saisonniers, servant de haltes pour des chasseurs, de campements pour des éleveurs, ou de lieux d'extraction et de taille de pierres. Et surtout parce que certaines populations ne semblent pas devenir sédentaires, et font le choix de rester mobiles. Ils se repèrent sur des sites de campement du PPNA et du PPNB situés dans la steppe syrienne. Reste à déterminer s'il s'agit de groupes restés chasseurs-cueilleurs, héritiers directs des populations de la fin du Paléolithique, ou bien de groupes en voie de néolithisation, ou alors déjà néolithisés. Il est en effet souvent proposé que ces périodes voient l'essor d'un nouveau type de nomadisme, dit « pastoral », dérivant du développement de l'élevage et donc de la néolithisation, qui se distingue donc du nomadisme (de la mobilité) « paléolithique » des chasseurs-cueilleurs, et serait notamment visible sur les petits sites de la fin du PPNB de la steppe syrienne,,.

### Les villages du Néolithique céramique
Le Néolithique céramique (v. 7000-6400-5300/4500 av. J.-C., selon les régions) connaît encore des sites de taille importante. Çatal Höyük (Anatolie centrale) occupait environ 13,5 hectares, avec un peuplement très dense qui fait que sa population a pu être estimée très approximativement à environ 3 500 voire 8 000 personnes. Sha'ar Hagolan (Levant sud) est un site d'environ 20 hectares comprenant un réseau de rues séparant des grands bâtiments résidentiels. Domuztepe dans l'horizon du Halaf récent (v. 5500 av. J.-C.) dépasse les 20 hectares et comprend peut-être 1 500-2 000 personnes. Mais la taille ne fait pas tout, et un site comme Tell Arpachiyah (nord de la Mésopotamie) qui s'étend vers la même période sur à peine 1,5 hectare présente des caractéristiques architecturales (bâtiment collectif) qui en font une agglomération d'importance régionale.
Même si certains sites atteignent une taille notable, on ne parle pas de « ville » pour ces époques, les caractéristiques physiques et fonctionnelles les définissant n'étant réunies que plus tard, au IVe millénaire av. J.-C. La plupart des sites sont des villages de quelques hectares, organisés suivant des formes de peuplement différentes suivant les régions et les époques. De plus en Syrie les groupes restent très mobiles à cette période : les pasteurs nomades semblent importants, et les communautés sédentaires changent souvent de lieu de résidence, les grands sites permanents servant de sortes de point d'ancrage.
En Anatolie centrale, s'observe aussi à la fin du Néolithique la persistance du campement associé à un village permanent, avec le cas de Pınarbaşı, visité périodiquement par des groupes venus de Çatal Höyük, soit avec des troupeaux, ou bien pour des chasses ou des expéditions pour obtenir des matières premières.

## L'architecture néolithique

### Premiers habitats construits
De l'Épipaléolithique ancien (Ohalo II, Ein Gev I) jusqu'à la fin du PPNA/début du PPNB (notamment Jerf el Ahmar), l'habitat est constitué de huttes et maisons circulaires ou ovoïdes, ou semi-circulaires. Elle mesurent en général autour de 5 à 8 mètres de diamètre, semi-enterrées, avec à partir du Natoufien des murs à assise en pierre, l'élévation étant en matières organiques (branches, roseaux, peaux ?), parfois des poteaux de support, et disposant dans certains cas de foyers. Les plus anciens villages sont donc constitués de plusieurs maisons de ce type, associées à des constructions utilitaires ou rituelles plus petites et plus grandes de même forme. Les maisons sont souvent séparées par des espaces servant au travail, notamment pour le broyage et la cuisson (des « fosses-foyers »), mais dans quelques cas elles sont agglutinées. Elles peuvent être disposées en alignements, ou bien en cercles,.
Le changement qui intervient à compter de la fin du PPNA et s'affirme au début du PPNB voit l'habitat devenir de forme quadrangulaire. Celui-ci s'impose suivant des rythmes différenciés, à partir du Levant nord, et est devenue la forme dominante dans toutes les sociétés humaines. Pour J. Cauvin, il faut chercher une explication symbolique derrière ce « passage du cercle au rectangle », mais plus prosaïquement on met généralement en avant l'aspect autrement pratique des constructions quadrangulaires par rapport aux circulaires, car elles permettent l'ajout de nouvelles pièces de façon plus aisée,. Peut-être faut-il aussi considérer avec K. Flannery que l'habitat rond est plutôt caractéristique des chasseurs-cueilleurs, tandis que le rectangulaire est celui des agriculteurs-éleveurs,. Quoi qu'il en soit cette nouvelle architecture suppose la mise au point de techniques de maçonnerie à proprement parler, notamment pour parvenir à joindre les murs perpendiculaires et rendre la construction plus stable, et s'accompagne de l'essor de l'emploi des briques modelées et pierres taillées aux côtés du pisé, aussi l'usage de la chaux et du plâtre pour le revêtement des sols et des murs, qui sont parfois peints. Ces maisons restent en général de dimensions modestes, moins de 10 mètres de long.
La taille des constructions prend plus de place au fil du temps, et les formes des constructions se complexifient en plusieurs endroits : maisons à socle en forme de grilles ou petites cellules à Çayönü, supportant un étage qui sert d'espace de vie, ces socles prenant plutôt la fonction de « sous-sol » ; maisons à plusieurs parties de type « mégaron », à cour ou à « corridor » dans le sud du Levant. À la fin du PPNB les constructions rectangulaires et pluricellulaires de plan complexe apparaissent : elles comprennent une dizaine de pièces et plus, dépassent la dizaine de mètres de long, et l'habitude de construire un étage servant d'espace de vie se répand,.

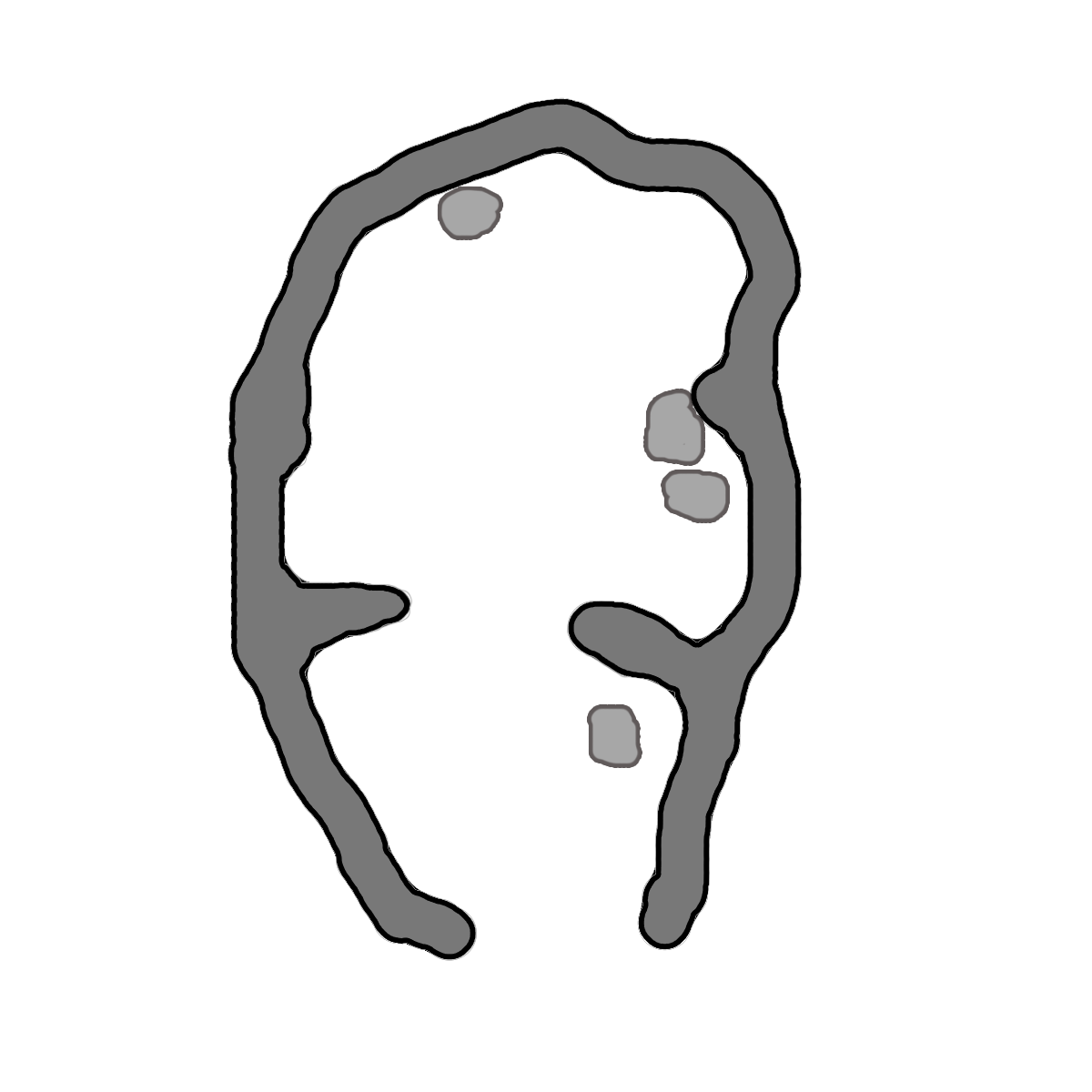
Plan d'une maison circulaire typique du PPNA, avec foyers intérieurs.
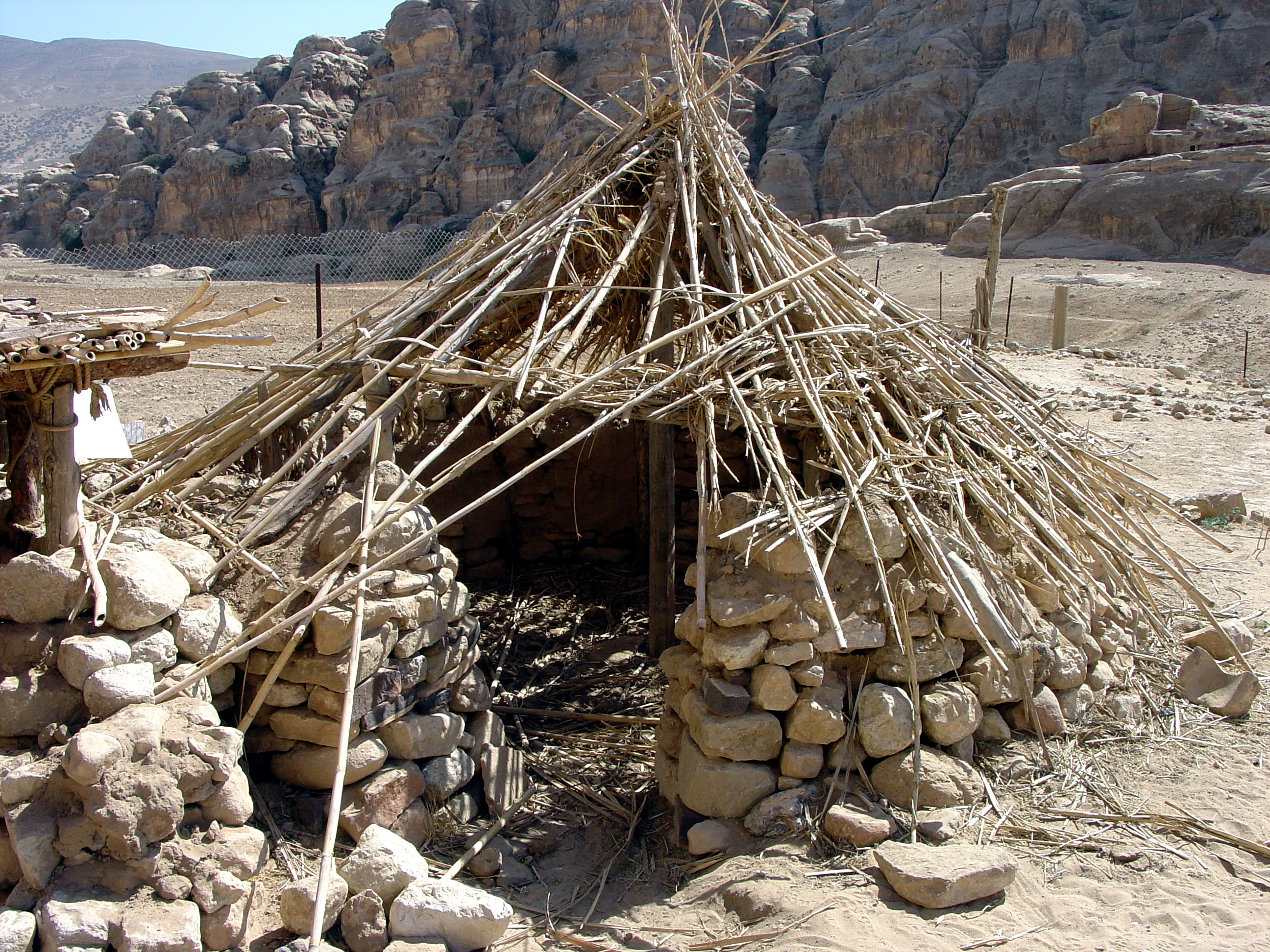
Reconstitution d'une maison ronde semi-enterrée du début du PPNB à Beidha en Jordanie.
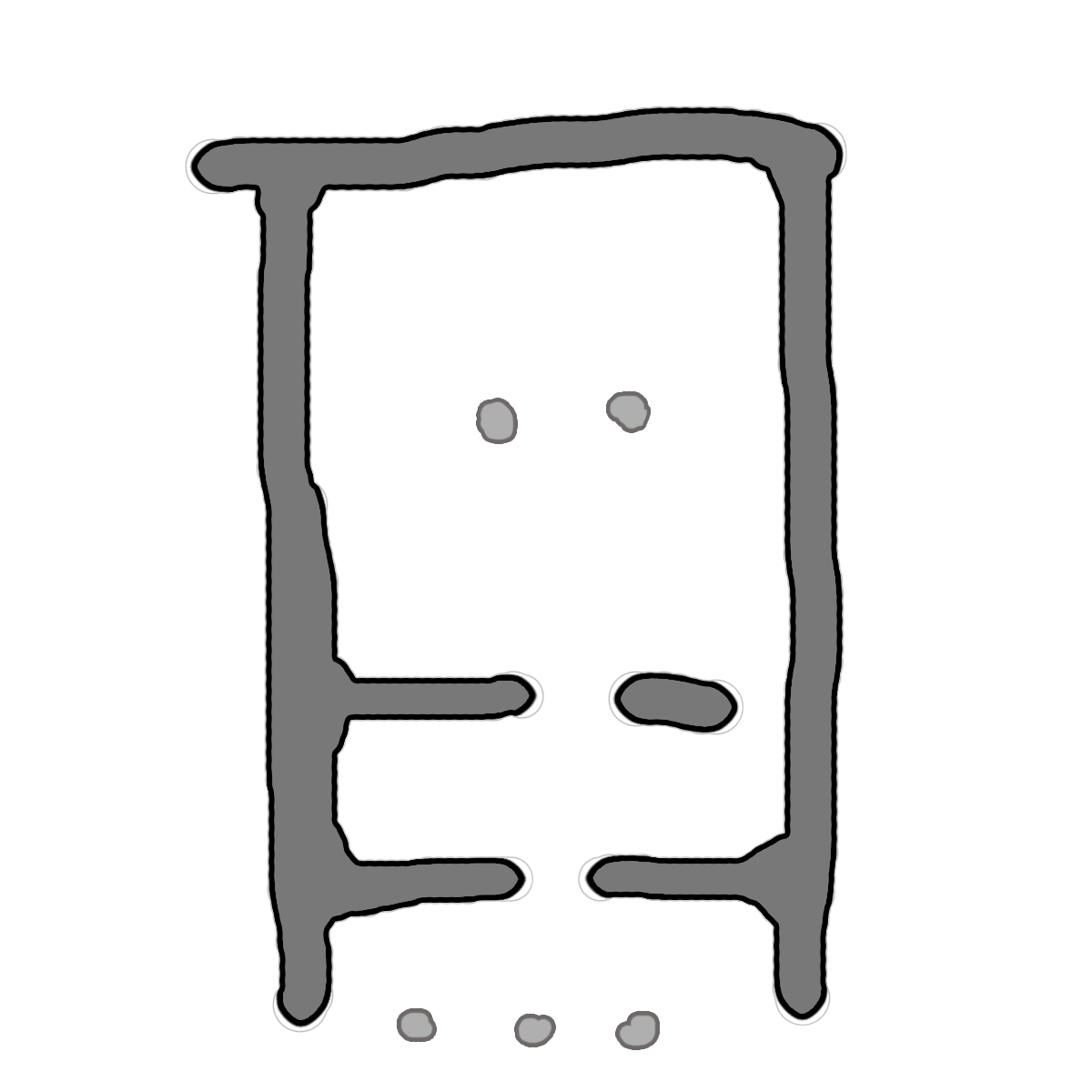
Plan de maison rectangulaire simple du PPNB du Levant sud (Jéricho).
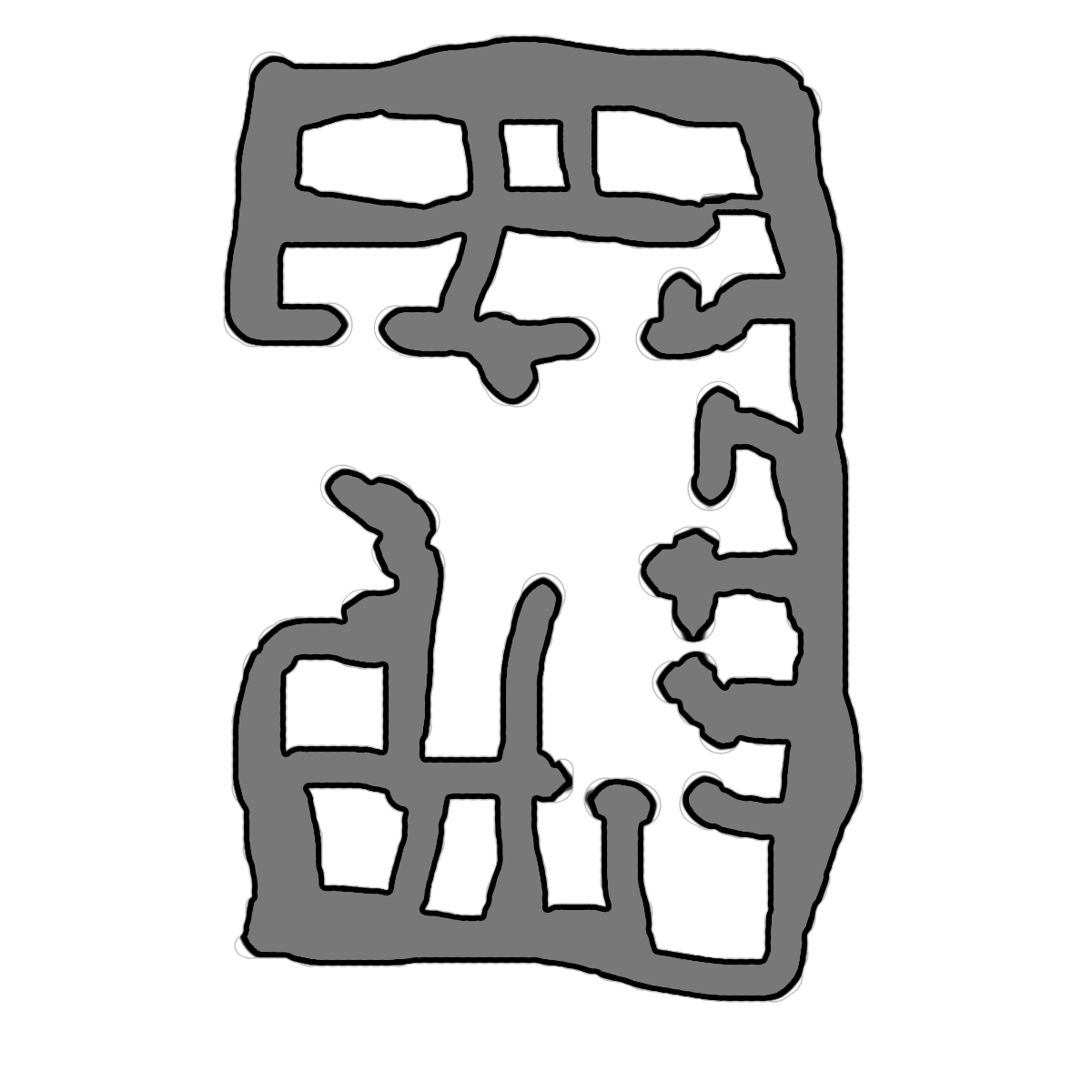
Plan de maison à cour du PPNB du Levant sud (Basta).
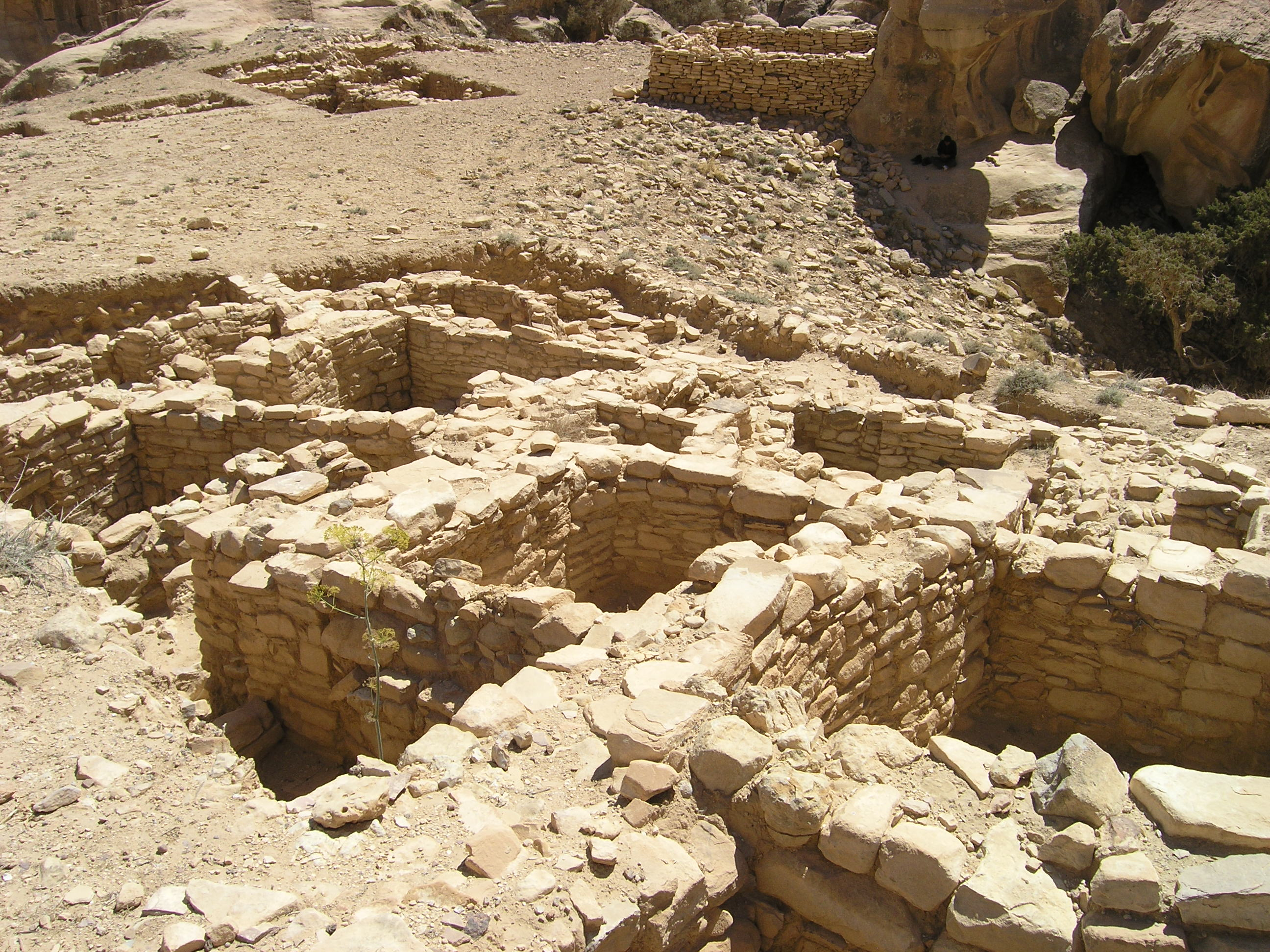
Ruines de constructions du PPNB récent sur le site de Ba'ja en Jordanie.
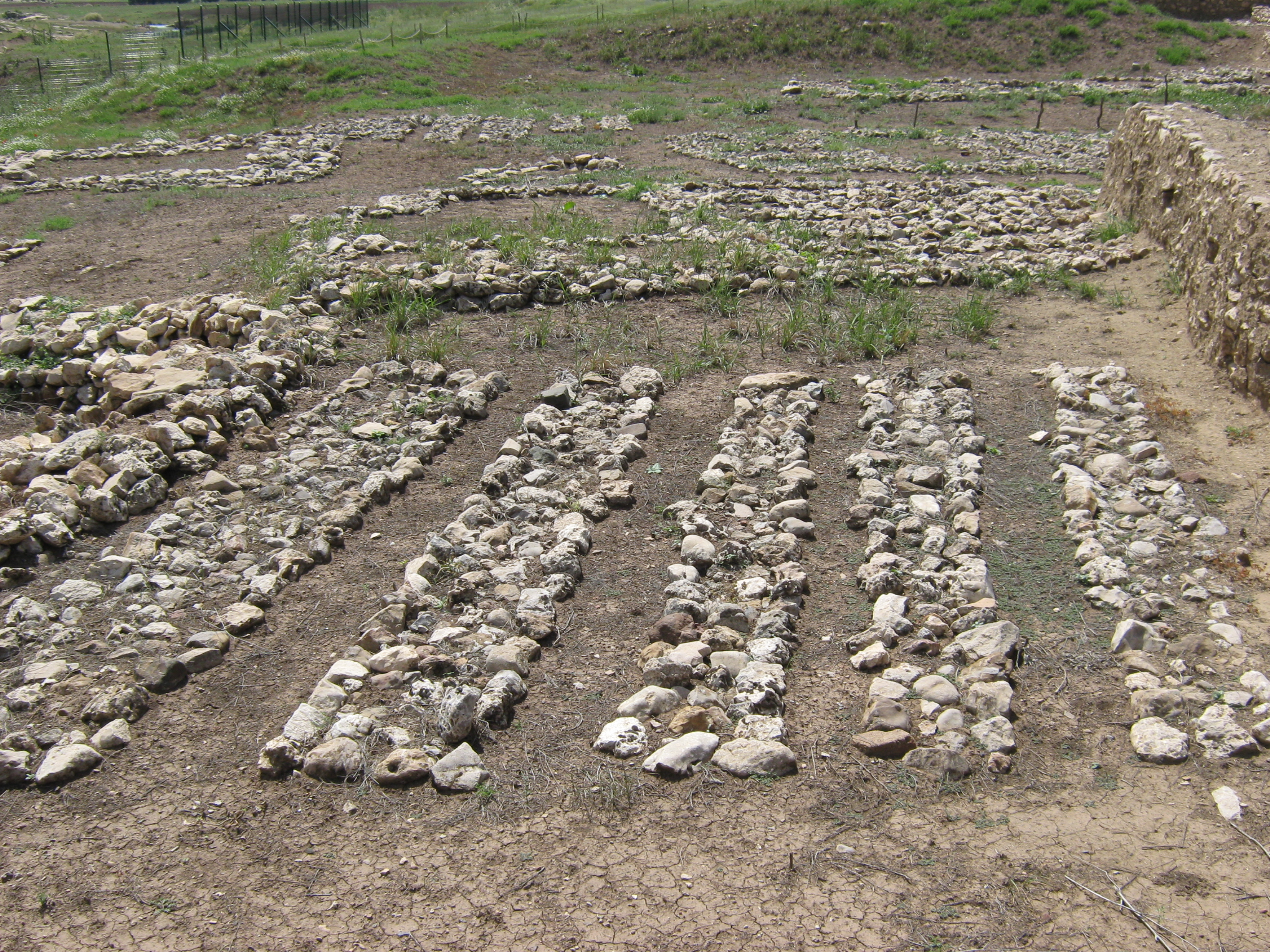
Soubassement de maison à plan « en grille » (« Grill Plan »), Çayönü.
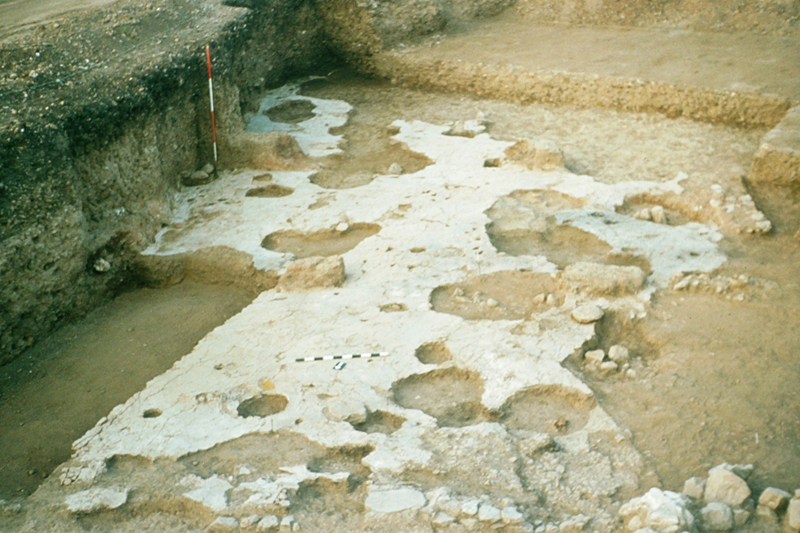
Sols plâtrés du site d'une construction d'Yiftahel (Israël).
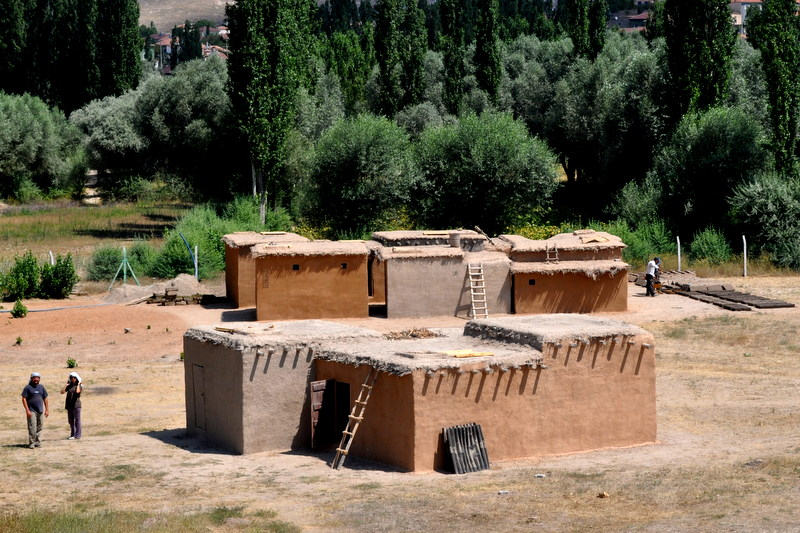
Reconstitution de maisons néolithiques rectangulaires à Aşıklı Höyük en Anatolie centrale.

Cette longue évolution architecturale signifie l'aboutissement d'un processus qui transforme progressivement la maison en véritable espace domestique, doté de pièces auxquelles sont parfois assignées des fonctions précises. Elle devient l'expression d'un groupe familial particulier et son lieu de vie privilégié, son « foyer », et plus un simple lieu d'abri amélioré. Les plus grandes variations architecturales à partir du modèle de base de maison rectangulaire témoignent d'une adaptation aux besoins et structures des familles,.

### Architecture non domestique

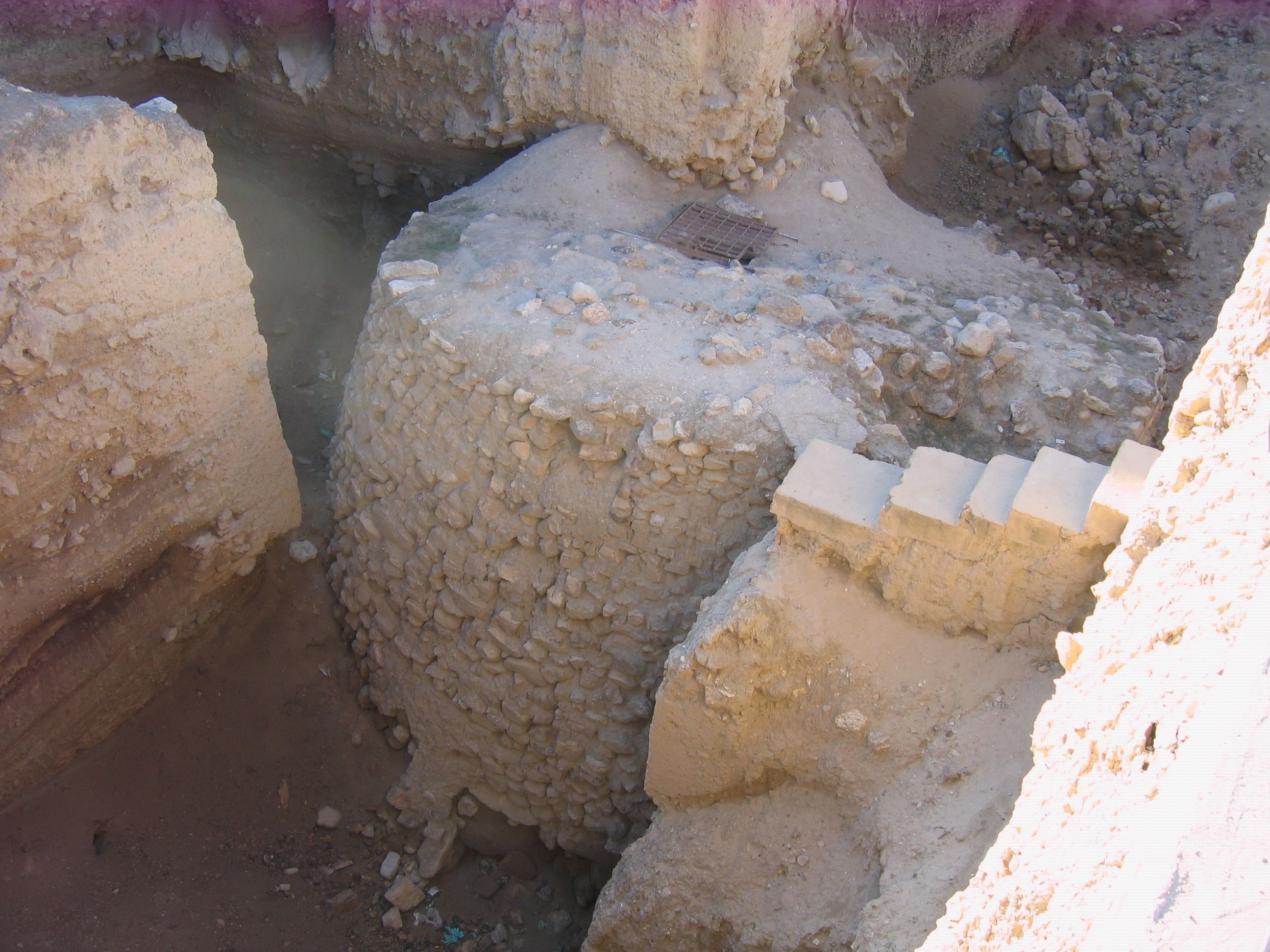
La « tour » de Jéricho (Tell es-Sultan).

De plus les constructions se diversifient puisqu'une architecture non domestique se développe également.
Pour le PPNA du Moyen-Euphrate (Jerf el Ahmar, Mureybet, Tell Abr), ont été qualifiés de « bâtiments communautaires » plusieurs édifices circulaires n'ayant manifestement pas de fonctions domestiques, certains étant vraisemblablement des lieux de réunion (ils ont été rapprochés des kiva des Pueblos d'Amérique du Nord). La « tour » de Jéricho est sans doute aussi le produit d'un effort communautaire concerté revêtant un caractère symbolique fort.
Vers la même époque des constructions qualifiées de sanctuaires apparaissent en Anatolie du sud-est, à Göbekli Tepe (à l'échelle de tout le site), plus ancien exemple d’architecture monumentale dans la région, puis à Nevalı Çori et Çayönü. Sur ce dernier site, se trouve également une place aménagée (la « plazza ») qui doit avoir un usage collectif et peut-être rituel.
Ces édifices d'un type nouveau, à l'organisation spécifique, illustrent une autre facette de l'évolution de l'architecture en tant que moyen pour les hommes de s'exprimer et de s'affirmer symboliquement par le biais du bâti, ici au niveau d'une communauté élargie (T. Watkins).
Les constructions collectives se manifestent également par la présence de murailles sur certains sites : par exemple Jéricho, Magzalia (et plus tard Hacilar II, Tell es-Sawwan). Elles peuvent certes avoir une fonction défensive, mais pas forcément : elles peuvent aussi servir pour contrôler l'accès au site, servir de barrière symbolique, ou de digue contre les inondations. Certains murs sont érigés au milieu de villages (à Tell Halula), pour des raisons indéterminées,.

### Habitations du Néolithique céramique
Durant le Néolithique céramique, les constructions quadrangulaires à l'architecture complexe sont courantes, mais de nombreux types se retrouvent. Au Levant nord et en Haute Mésopotamie de la seconde moitié du VIIe millénaire av. J.-C. les maisons sont plutôt grandes, rectangulaires, souvent avec plusieurs pièces (Bouqras, Tell Sabi Abyad), mais parfois plus petites et simples (Umm Dabaghiyah). À Byblos l'habitat du début Néolithique tardif est dense, constitué de maisons à une pièce à murs en pierre qui ont l'air standardisées, puis des maisons à deux ou plus de pièces apparaissent par la suite, alors que la densité semble diminuer.
L'évolution la plus marquée en Syrie et dans le nord de l'Irak est l'apparition de grandes constructions à plusieurs pièces ayant manifestement une finalité de stockage, donc une fonction avant tout économique (Shir, Tell Sabi Abyad, Umm Dabaghiyah, Yarim Tepe, Choga Mami). C'est en Mésopotamie centrale et méridionale de la fin du Néolithique (Tell es-Sawwan, Tell el-Oueili) qu'on voit émerger les constructions les plus complexes, avec de vastes constructions de stockage et l'apparition de maisons avec de véritables étages (et plus seulement un sous-sol utilitaire surmonté par un espace d'habitation) et au sud les bâtiments de plan tripartite (un espace central couvert entouré de pièces sur deux côtés opposés) courants aux périodes proto-urbaines,.
La culture de Halaf est quant à elle caractérisée par des structures circulaires à une seule pièce (les « tholoi » de M. Mallowan), plusieurs constructions se partageant peut-être différentes fonctions pour une même maisonnée ; mais des formes rectangulaires subsistent à côté, et redeviennent le modèle dominant dans la Mésopotamie chalcolithique.
Sur les sites densément construits de l'Anatolie centrale (Çatal Höyük, Can Hasan III (tr), Erbaba), les maisons sont agglutinées et l'accès se fait par le toit ; elles sont de forme rectangulaire, organisées autour d'une pièce principale disposant de plusieurs plate-formes de niveau différents délimitant différents espaces, à laquelle sont accolées une ou deux pièces annexes (cuisine, magasins). Elles servent plutôt pour des familles nucléaires, qui les occupent entre un-demi siècle et un siècle. Certaines pièces de Çatal Höyük ont des murs peints et d'autres ornements tels que des têtes de taureaux ; elles ont d'abord été identifiées comme des « sanctuaires », mais bien qu'elles aient manifestement eu une fonction rituelle il ne semble que ce soit leur seul rôle.
À Sha'ar Hagolan dans la vallée centrale du Jourdain, on trouve des blocs organisés autour de cours centrales, ouvrant sur des unités de deux pièces ou plus ; selon l'interprétation de Y. Garfinkel cela reflète une organisation sociale entre familles étendues (au niveau du bloc) et familles nucléaires (petites unités),.
À Chypre l'habitat de l'époque de Khirokitia est bien plus modeste, consistant en des petites maisons circulaires (3-5 mètres).
En Iran occidental, le site de Chogha Mish en Susiane dispose de maisons rectangulaires de plusieurs pièces, et à Hajji Firuz près du lac d'Ourmia il s'agit de maisons de deux pièces de 27-37 m2, dans plusieurs cas bordées par un enclos non couvert situé sur leur côté est.

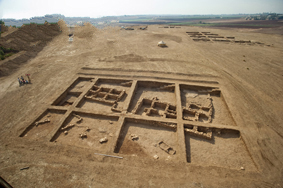
Zone de fouilles du site de Shir (Syrie) : espaces de stockage.
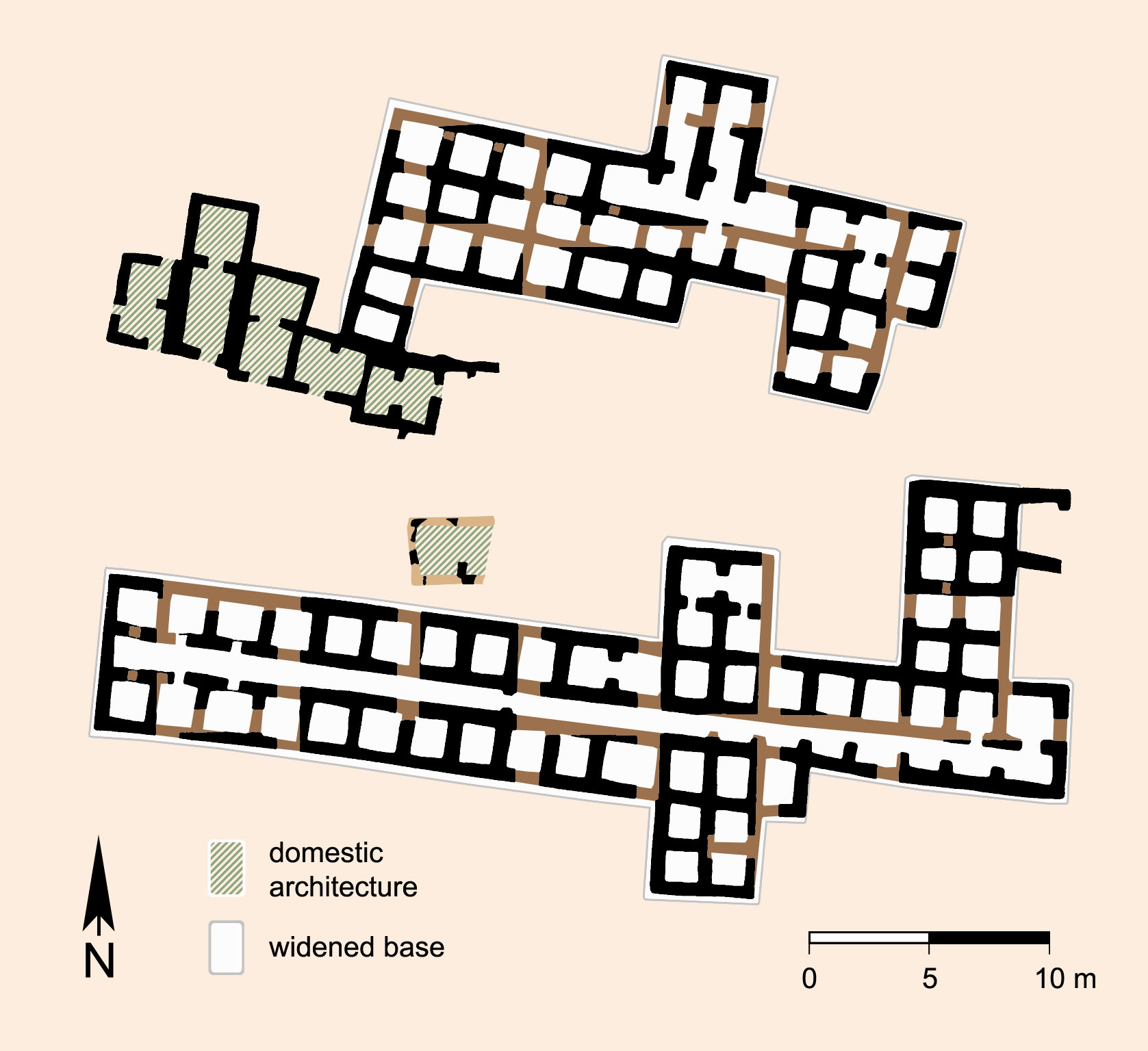
Plan des « greniers » d'Umm Dabaghiyah, Irak.
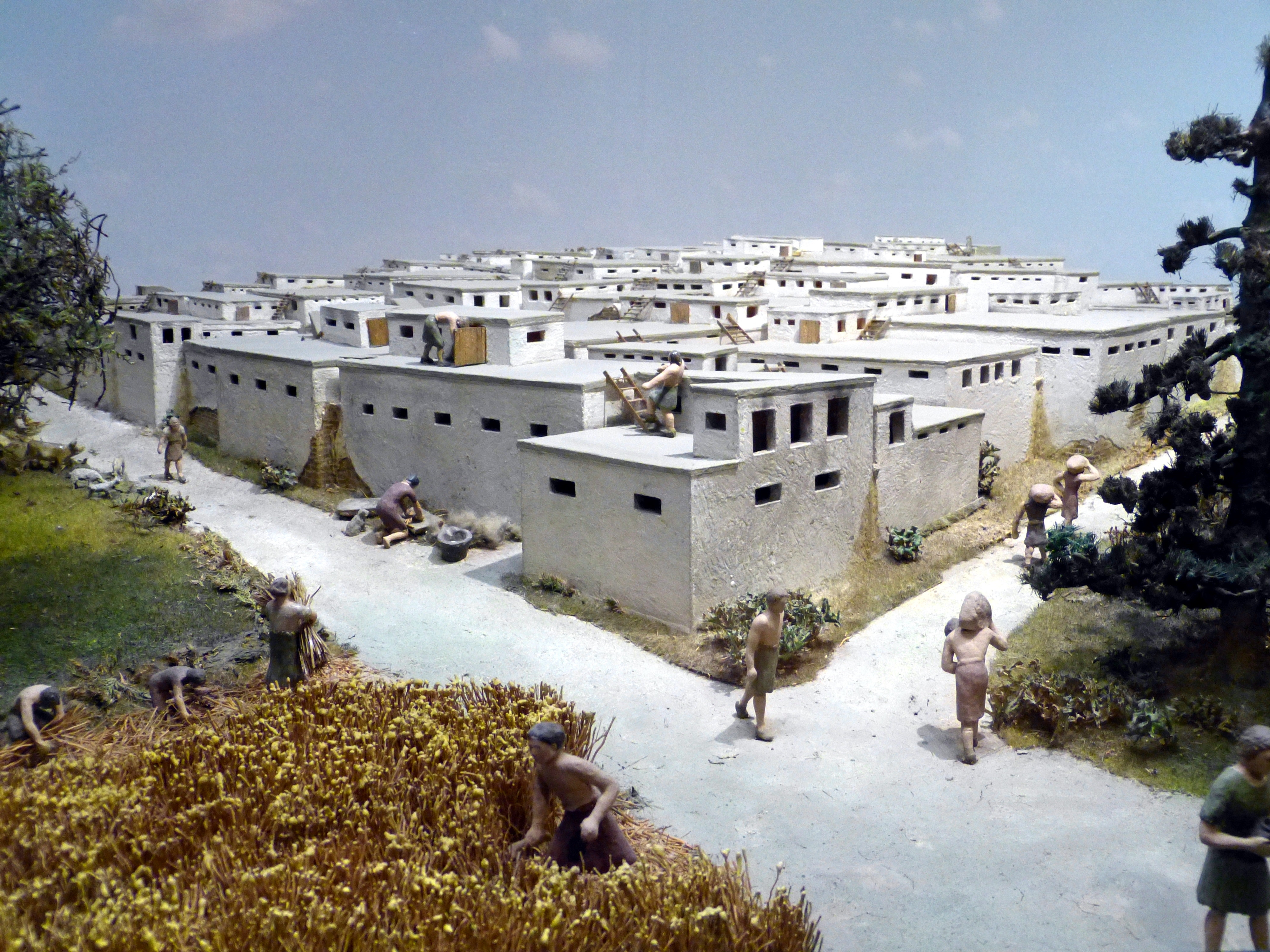
Maquette du site de Çatal Höyük, Musée de Préhistoire de Thuringe.
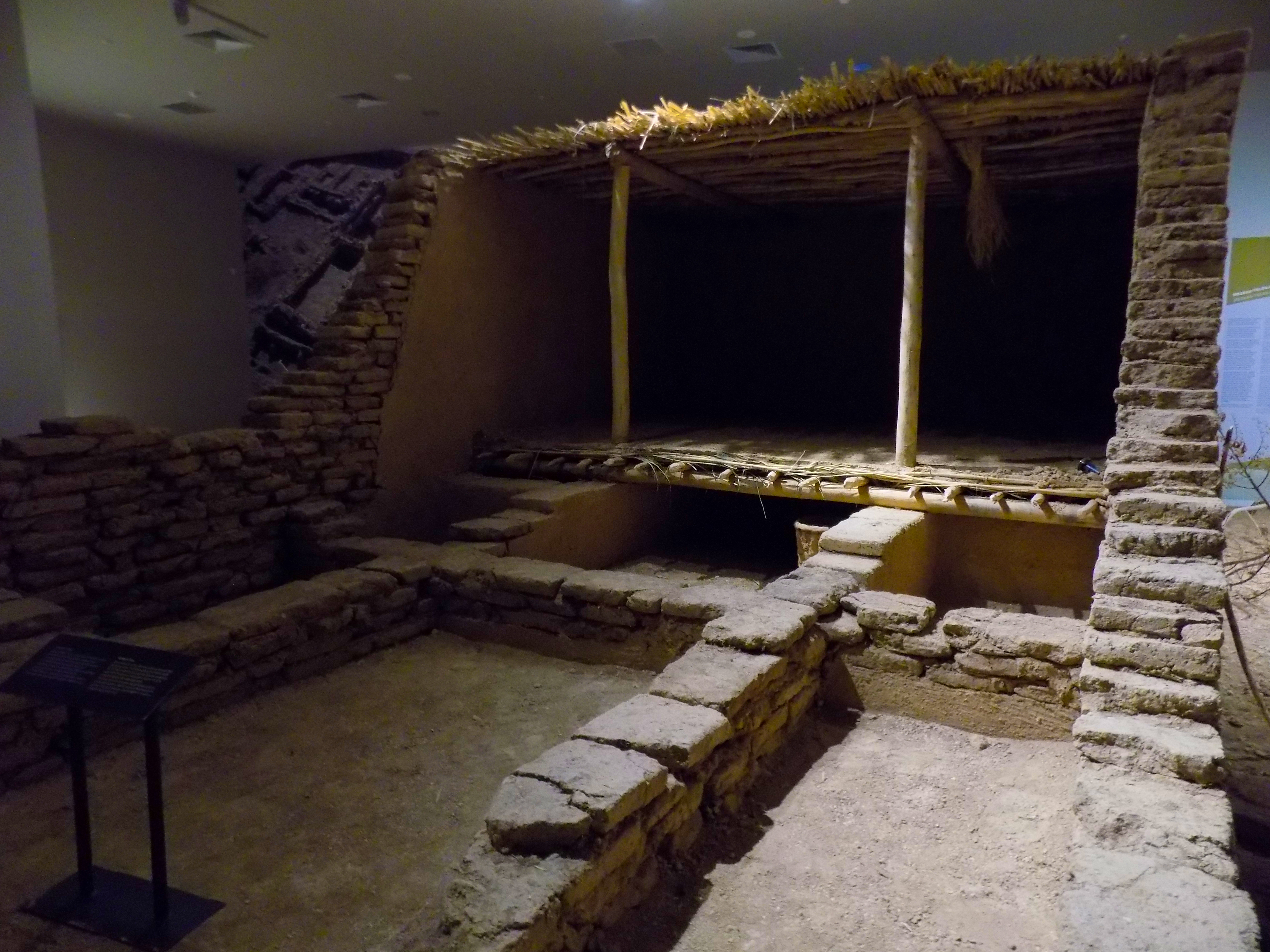
Restitution d'une maison du VIIIe millénaire av. J.-C. d'Akarçay Tepe au musée archéologique de Şanlıurfa.
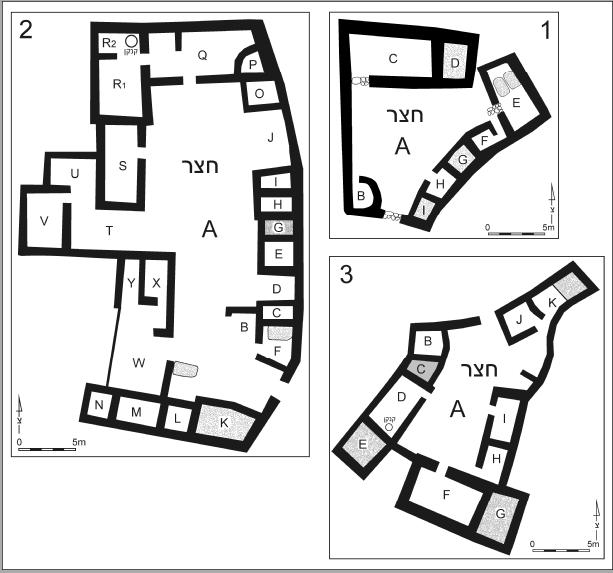
Plans de résidences à cour de Sha'ar Hagolan.
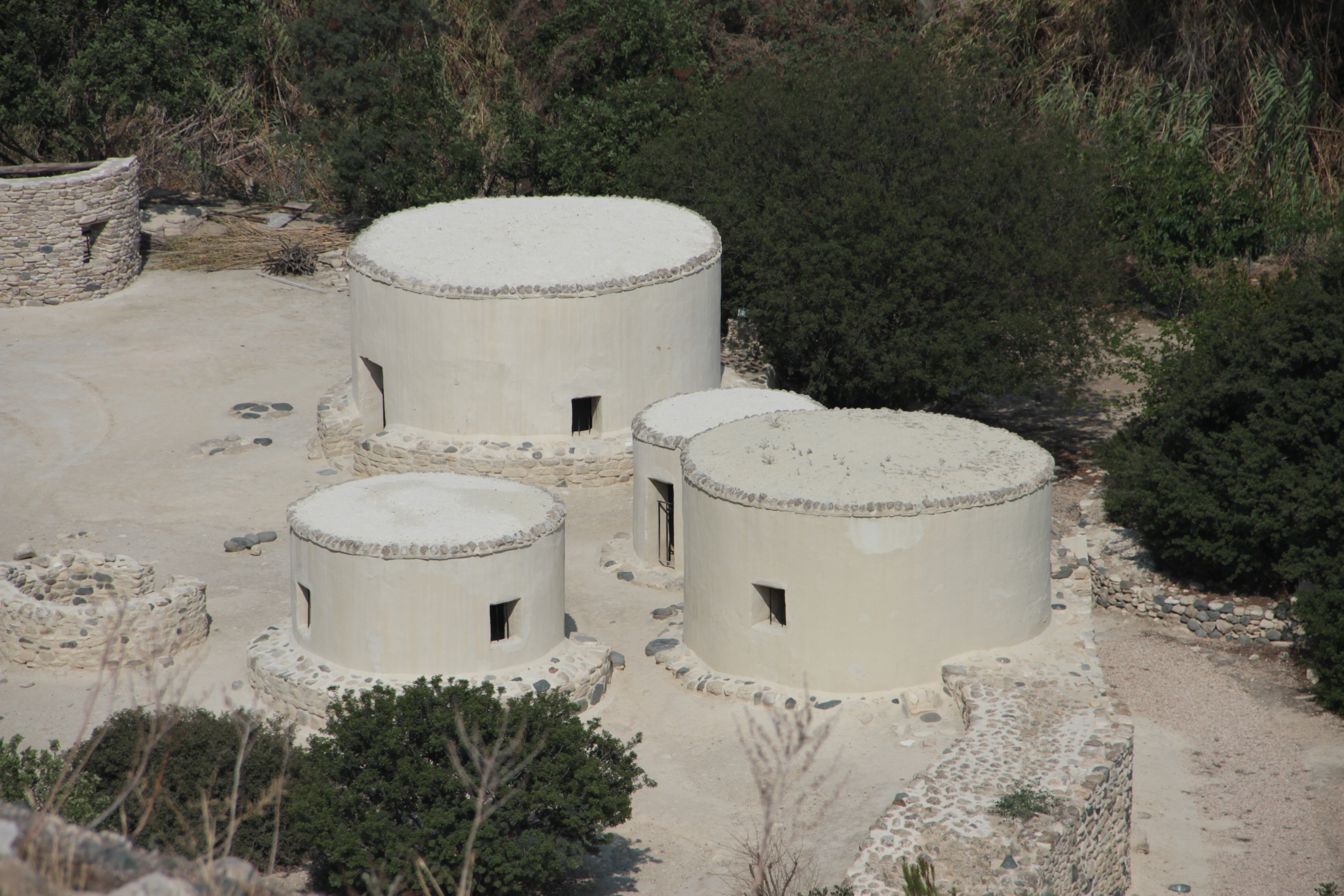
Reconstitutions modernes de maisons circulaires à Khirokitia (Chypre).

### Techniques de construction
Du point de vue technique, si l'emploi de la pierre est courant là où elle est abondante, en particulier pour les soubassements, et qu'on trouve aussi les techniques du pisé et du torchis (plutôt pour les superstructures), la brique en argile crue devient la plus courante au Néolithique, et connaît d'importantes évolutions à partir de son apparition au PPNA. Durant le Néolithique précéramique, elles sont surtout modelées à la main, sous des formes diverses (rectangulaires, carrées, en forme de cigare, à sommet plat et fond arrondi, etc.). À la fin du PPNB apparaissent les premières briques moulées, mais plus souvent elles sont pressées entre deux planches. Elles sont en général de grande taille (60 à 100 cm de long), et sont employées durant le Néolithique tardif. La période de Samarra voit une amélioration de la technique de la brique moulée, qui permet sa généralisation au Chalcolithique.

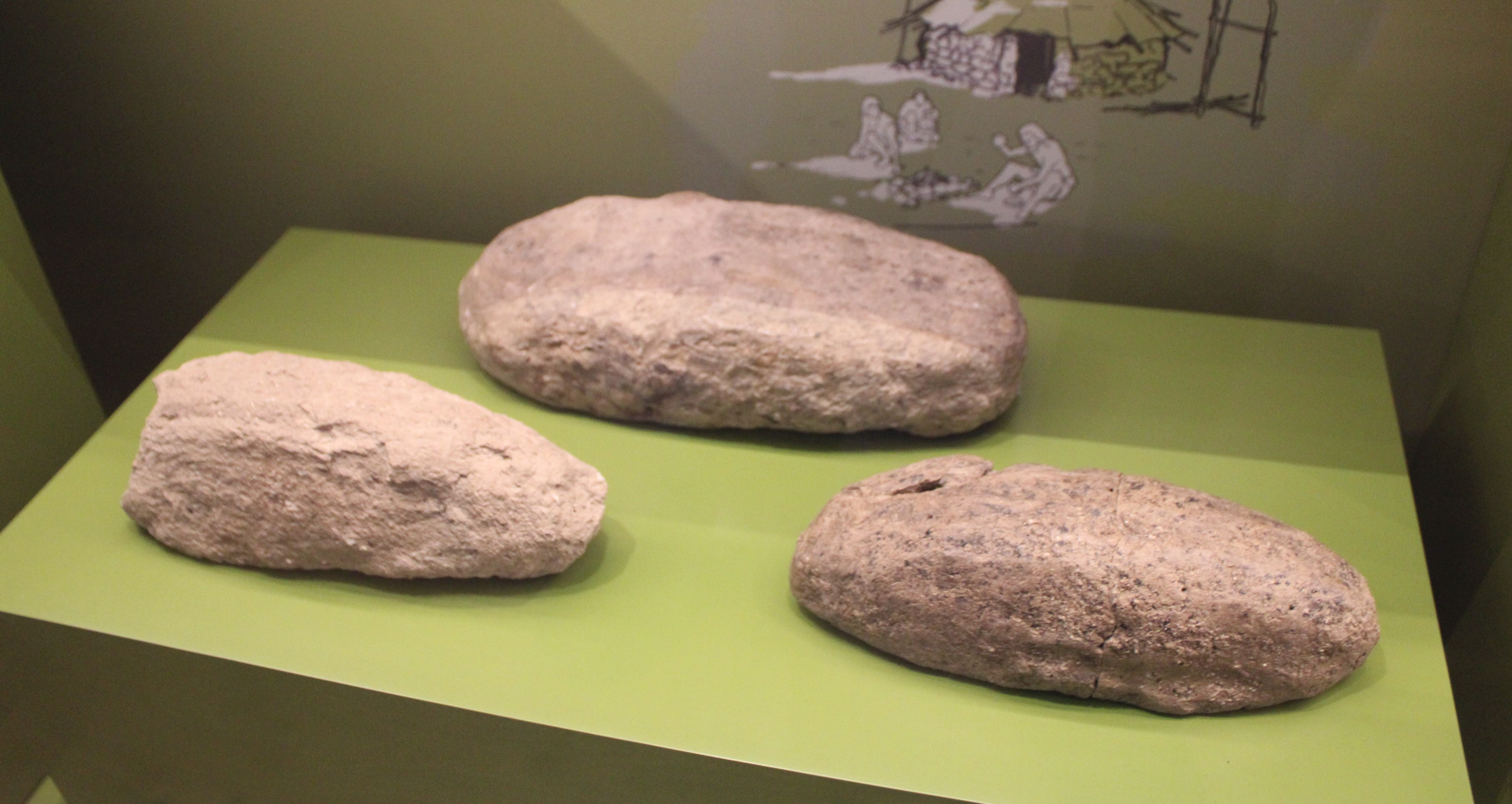
Briques arrondies du PPNA, Tell es-Sultan. Ashmolean Museum.
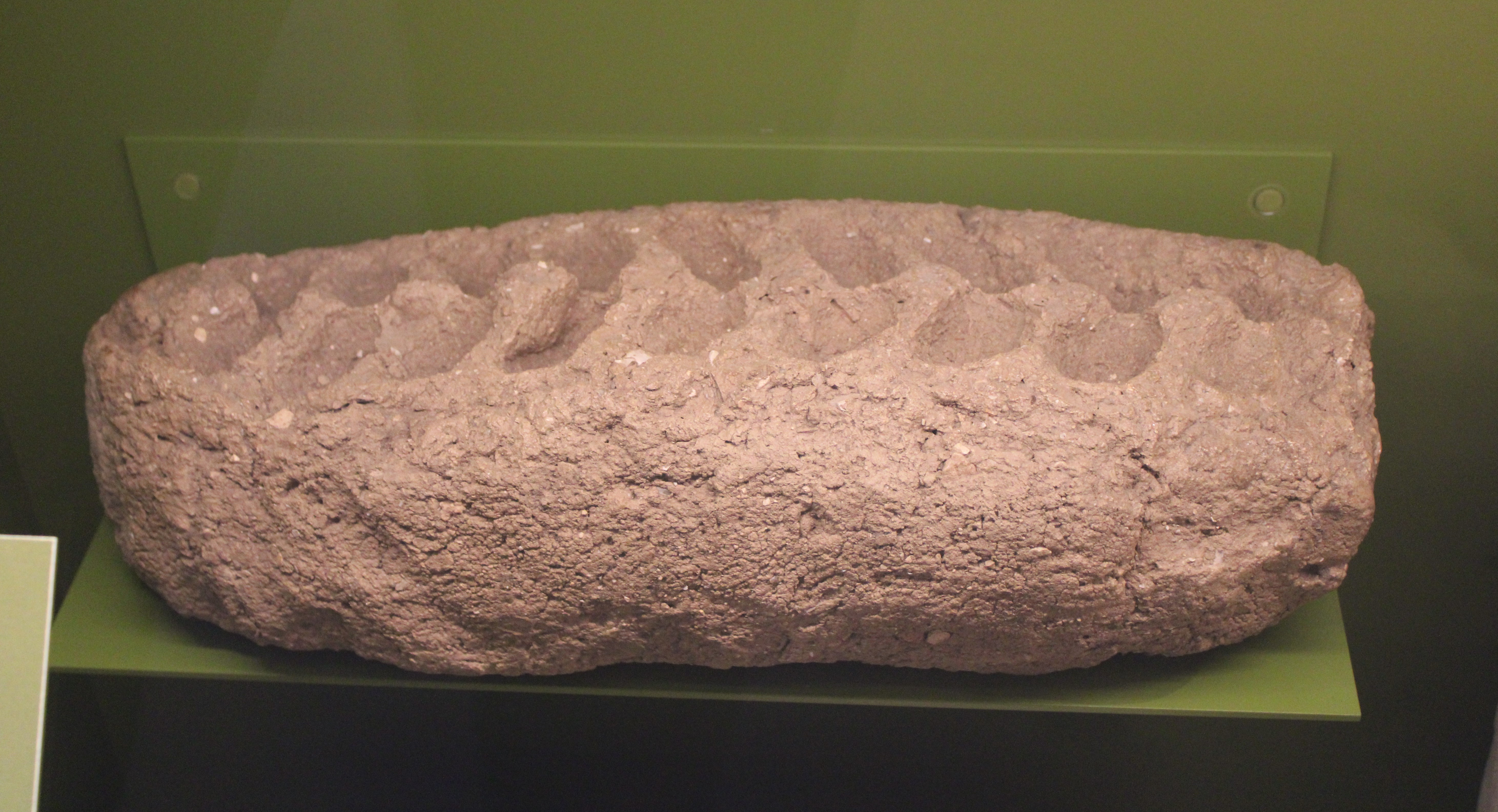
Briques rectangulaires du PPNB, Tell es-Sultan. Ashmolean Museum.

Le Néolithique tardif voit aussi l'apparition de traditions régionales dans les pratiques de construction, des « cultures constructives » (M. Sauvage).

### Cuisson et chauffage
Pour ce qui concerne les installations de cuisson et de chauffage, à l'exception des phases anciennes durant lesquelles les foyers sont courants dans les habitations (Natoufien ancien, PPNA), ils ont tendance à se trouver à l'extérieur durant la plus grande partie du Néolithique, alors que ce sont les fours, des installations fermées qui apparaissent au début du Néolithique, qui sont privilégiés pour l'intérieur. Par ailleurs les sites néolithiques du Proche-Orient comprennent souvent des « fosses-foyers », mesurant plus d'un mètre de diamètre, souvent remplies de galets, ce qui semble indiquer un fonctionnement similaire à celui du four polynésien avec des pierres chauffées pour permettre la cuisson.

### Stockage

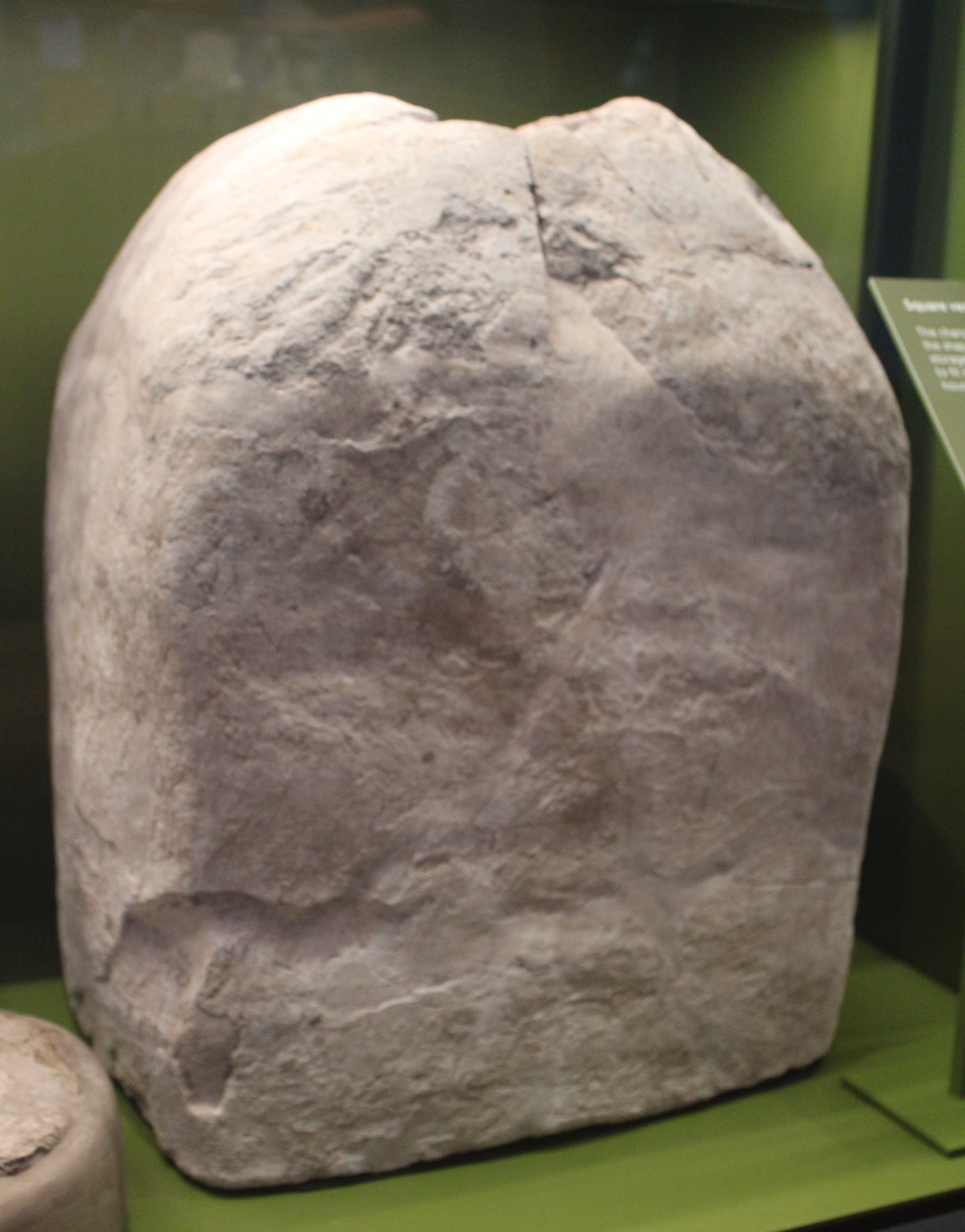
Contenant de stockage en plâtre mis au jour à Abu Hureyra. Sa forme permet de le placer dans un angle d'une pièce elle-même quadrangulaire. Ashmolean Museum.

Les espaces de stockage d'aliments sont très rares sur les sites du Natoufien, et deviennent un peu plus courants au PPNA. Les silos se trouvent alors à l'intérieur ou à l'extérieur des résidences, des sortes de coffres extérieurs sont aussi utilisés, et on ne sait rien de l'éventuel stockage dans des paniers ou des greniers légers en matières périssables, dont il ne resterait plus de traces. L'importance des silos augmente au PPNB, au fur et à mesure que l'économie agricole se consolide, en particulier durant la période finale, quand apparaissent dans les résidences des espaces de stockage, notamment au sous-sol des maisons à étage. Ces silos fonctionnent plutôt comme des « réfrigérateurs du Néolithique » selon la formule d'I. Kuijt, servant pour des besoins de court terme, à réguler la disponibilité de nourriture dans le temps et minimiser les risques de pénurie. Comme indiqué ci-dessus le Néolithique tardif voit l'apparition de structures de stockage collectives plus importantes.

### Aménagements hydrauliques
Reste la question de l'eau, qui a manifestement joué un rôle important dans le développement des villages et de l'agriculture, en raison du climat du Proche-Orient. Des citernes sont attestées dès le Néolithique précéramique à Göbekli Tepe. Les puits apparaissent sur les sites néolithiques vers 8000 av. J.-C., au PPNB, à Chypre sur les sites de Kissonerga-Mylouthkia et de Shillourokambos. En tout l'échantillon est limité : au Levant ont été dégagés deux autres à Atlit Yam, site sous-marin de la côte méditerranéenne d'Israël, datés d'environ un millénaire plus tard (PPNC), et un à Sha'ar Hagolan daté du Yarmoukien (v. 6400-6200 av. J.-C.). Ils mesurent en général 2 mètres de diamètre, certains sont de simples fosses taillées dans la pierre, les plus élaborés ont un revêtement en pierre au niveau de la bouche et sur les premiers mètres, mais qui ne va pas jusqu'au fond. On estime qu'il s'agit plutôt de puits destinés à l'alimentation humaine et animale qu'à l'irrigation des champs. Ces sites sont pour la plupart situés dans des zones soumises à des pénuries d'eau endémiques, sauf le dernier. Cet échantillon est certes limité mais il démontre qu'à ces époques la construction de puits était une technique maîtrisée et connue dans plusieurs régions arides, et permettait de peupler durant toute l'année des sites qui ne pouvaient pas l'être auparavant.

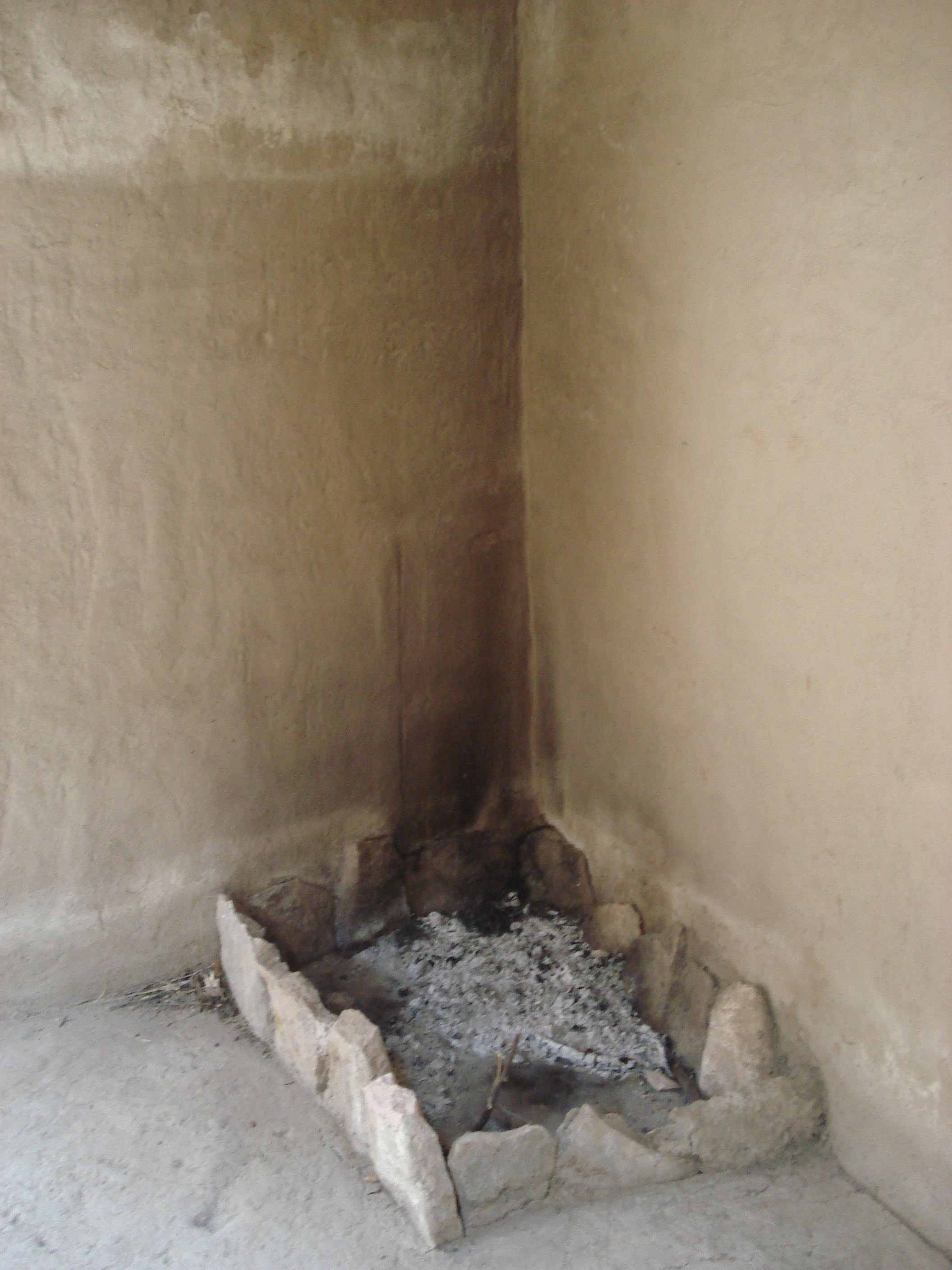
Reconstitution d'un foyer intérieur à Aşıklı Höyük.
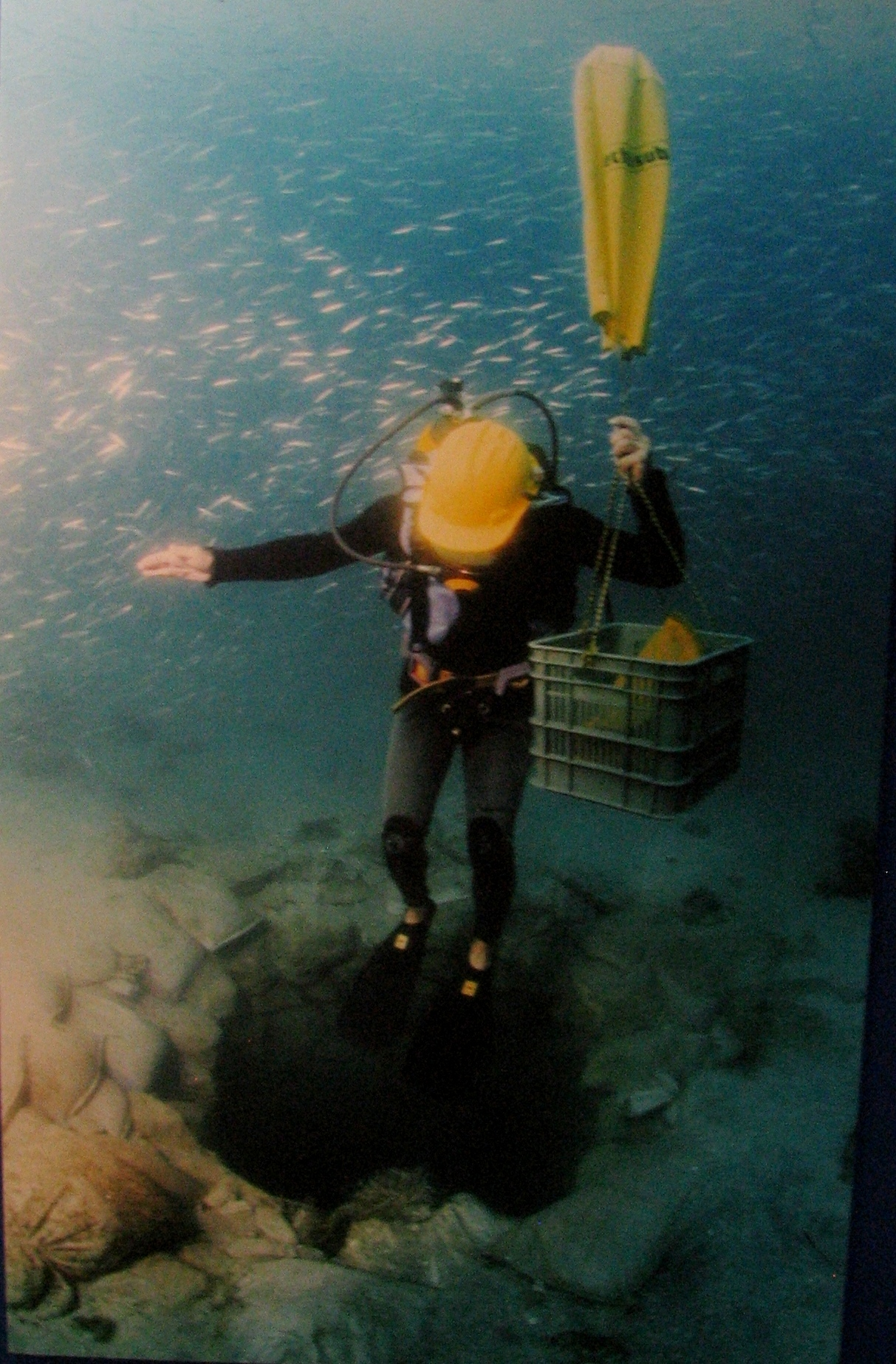
Puits du site sous-marin d'Atlit Yam.
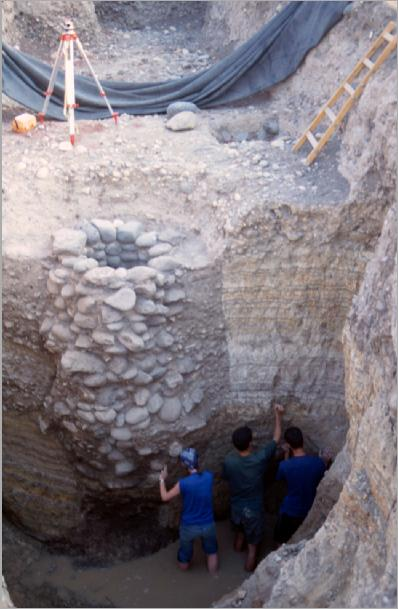
Le puits de Sha'ar Hagolan lors des fouilles.

### Préhistoire, Néolithique
- (en) Colin Renfrew (dir.), The Cambridge World Prehistory, Cambridge, Cambridge University Press, 2014
- Jean-Paul Demoule (dir.), La révolution néolithique dans le monde, Paris, CNRS éditions, 2009
- (en) Olivier Aurenche, Janusz K. Kozlowski et Stefan K. Kozlowski, « To be or not to be… Neolithic: “Failed attempts” at Neolithization in Central and Eastern Europe and in the Near East, and their final success (35,000-7000 BP) », Paléorient, vol. 39, no 2,‎ 2013, p. 5-45 (lire en ligne)

### Néolithique du Proche-Orient
- Olivier Aurenche et Stefan K. Kozlowski, La naissance du Néolithique au Proche-Orient, Paris, CNRS Editions, coll. « Biblis », octobre 2015, 343 p. (ISBN 978-2-271-08601-3)
- Jacques Cauvin, Naissance des divinités, naissance de l'agriculture : La Révolution des symboles au Néolithique, Flammarion, coll. « Champs », novembre 1997, 310 p. (ISBN 978-2-08-081406-7)

### Sédentarité et architecture
- Fanny Bocquentin, « Sédentarisation », dans Albert Piette et Jean-Michel Salanskis (dir.), Dictionnaire de l’humain, Nanterre, Presses universitaires de Paris Nanterre, 2018, p. 503-510
- (en) A. Nigel Goring-Morris et Anna Belfer-Cohen, « A Roof Over One’s Head: Developments in Near Eastern Residential Architecture Across the Epipalaeolithic–Neolithic Transition », dans J.-P. Bocquet-Appel et O. Bar-Yosef (dir.), The Neolithic Demographic Transition and Its Consequences, Dordrecht, Springer, 2008, p. 239-286
- Martin Sauvage, « Les débuts de l’architecture de terre au Proche-Orient », dans Maddalena Achenza, Mariana Correia et Hubert Guillaud (dir.), Mediterra 2009. 1a Conferenza mediterranea sull’architettura in terra cruda = 1re conférence méditerranéenne sur l’architecture de terre = 1st Mediterranean Conference on Earth Architecture, Cagliari, EdicomEdizioni, 2009, p. 189-198

### Études par régions
- (en) Klaus Schmidt, « Anatolia », dans Daniel T. Potts (dir.), A Companion to the Archaeology of the Ancient Near East, Malden et Oxford, Blackwell Publishers, coll. « Blackwell companions to the ancient world », 2012, p. 144-160
- (en) A. Nigel Goring-Morris et Anna Belfer-Cohen, « Neolithization Processes in the Levant: The Outer Envelope », Current Anthropology, vol. 52, no S4 « The Origins of Agriculture: New Data, New Ideas »,‎ octobre 2011, p. 195-208 (lire en ligne)
- (en) Ofer Bar-Yosef, « The Origins of Sedentism and Agriculture in Western Asia », dans Colin Renfrew (dir.), The Cambridge World Prehistory, Cambridge, Cambridge University Press, 2014, p. 1408-1438
- (en) Mehmet Özdoğan, « Anatolia: From the Pre-Pottery Neolithic to the End of the Early Bronze Age (10,500–2000 BCE) », dans Colin Renfrew (dir.), The Cambridge World Prehistory, Cambridge, Cambridge University Press, 2014, p. 1508-1544
- (en) Joan Oates, « Prehistory and the Rise of Cities in Mesopotamia and Iran », dans Colin Renfrew (dir.), The Cambridge World Prehistory, Cambridge, Cambridge University Press, 2014, p. 1474-1497
- (en) Karin Bartl, « The Northern Levant », dans Daniel T. Potts (dir.), A Companion to the Archaeology of the Ancient Near East, Malden et Oxford, Blackwell Publishers, coll. « Blackwell companions to the ancient world », 2012, p. 376-395
- (en) Stuart Campbell, « Northern Mesopotamia », dans Daniel T. Potts (dir.), A Companion to the Archaeology of the Ancient Near East, Malden et Oxford, Blackwell Publishers, coll. « Blackwell companions to the ancient world », 2012, p. 415-430